# Dukuhwaru (plaats)
Dukuhwaru is een bestuurslaag in het regentschap Tegal van de provincie Midden-Java, Indonesië. Dukuhwaru telt 7872 inwoners (volkstelling 2010).